# Azuurkoptangare
De azuurkoptangare (Stilpnia cyanicollis synoniem: Tangara cyanicollis) is een zangvogel uit de familie Thraupidae (tangaren).

## Kenmerken
Het verenkleed van beide geslachten is gelijk, met een blauwe kap en keel. De vleugels zijn blauw met zwart of groen met zwart, afhankelijk van de ondersoort. De lichaamslengte bedraagt 12 cm.

## Leefwijze
Hun voedsel bestaat voornamelijk uit fruit, maar ook insecten en bloemknoppen staan op het menu.

## Verspreiding en leefgebied
Deze soort komt voor in Bolivia, Ecuador, Brazilië, Colombia, Peru en Venezuela in open terreinen met verspreide boomgroei, op hoogten van 300 tot 2400 meter.
De soort telt 7 ondersoorten:
- S. c. granadensis: westelijk Colombia.
- S. c. caeruleocephala: van centraal Colombia tot noordelijk Peru.
- S. c. cyanicollis: van oostelijk Peru tot centraal Bolivia.
- S. c. cyanopygia: westelijk Ecuador.
- S. c. hannahiae: noordelijk Colombia en noordwestelijk Venezuela.
- S. c. melanogaster: centraal Brazilië.
- S. c. albotibialis: Goiás (het oostelijke deel van Centraal-Brazilië).